# Липовец (район Бланско)
Липовец (чешск. Lipovec) — деревня и община (obec) в районе Бланско Южноморавского края Чешской Республики. Площадь общины ‒ 11,54 кв. км. Население ‒ около 1200 человек. Находится примерно в 12 км к востоку от центра района г. Бланско, 26 км к северо-востоку от столицы края г. Брно и в 189 км к юго-востоку от Праги. Административно в состав общины входит также деревня Марьянин. В связи с тем, что деревня находится рядом с популярным у туристов Моравским карстовым массивом, её называют «вратами Моравского Карста».

## История
Первое известное упоминание деревни (под немецким названием Zybothslag) датируется 1349 годом в документе, подтверждающем права Графства Гольштейн на земли Драганской Врховины. В 1371 г. впервые упоминается славянское название деревни ‒ Липовка (Lypowka). К дате продажи деревни Гольштейнами в 1437 г. на территории населённого пункта находились усадьба и церковь (сгорела в 1822 г.). В течение последующих пяти столетий деревней владели представители немецкой и чешской знати. Самостоятельный церковный приход был образован в 1785 году. В 1804 г. впервые построено отдельное школьное здание. В 1811 г. заложено поселение Марьянин. В 1828-42 гг. возведена Церковь Рождества Богородицы (псевдоготический стиль). Новое здание школы было построено в 1899 г. и используется до сих пор. Из 215 жителей деревни, сражавшихся на фронтах Первой мировой войны, 48 погибли (памятник погибшим установлен в 1924 г.), 31 вернулись с ранениями или инвалидностью. В годы Второй мировой войны 11 жителей были казнены германской оккупационной властью, 42 угнаны на принудительный труд, трое сражались с фашизмом в составе иностранной армии. Большинство жителей деревни было насильно эвакуировано Вермахтом в 1943-44 гг., так как деревня располагалась на территории войскового полигона. Многие из них вернулись после освобождения территории Красной Армией в 1945 году. На возвышающемся над деревней холме Коял в 1956-58 гг. была построена ставшая региональной достопримечательностью вышка телерадиовещания (высота после реконструкции ‒ 340 метров).

## Население
| Год  | Численность | Численность |
| ---- | ----------- | ----------- |
| 1869 | 1183        | [ 8 ]       |
| 1880 | 1216        | [ 8 ]       |
| 1890 | 1239        | [ 8 ]       |
| 1900 | 1278        | [ 8 ]       |
| 1910 | 1349        | [ 8 ]       |
| 1921 | 1325        | [ 8 ]       |
| 1930 | 1210        | [ 8 ]       |
| 1950 | 1089        | [ 8 ]       |
| 1961 | 1127        | [ 8 ]       |
| 1970 | 1071        | [ 8 ]       |
| 1980 | 1058        | [ 8 ]       |
| 1991 | 1027        | [ 8 ]       |
| 2001 | 1028        | [ 8 ]       |
| 2014 | 1105        | [ 9 ]       |
| 2016 | 1121        | [ 10 ]      |
| 2017 | 1146        | [ 11 ]      |
| 2018 | 1143        | [ 12 ]      |
| 2019 | 1154        | [ 13 ]      |
| 2020 | 1190        | [ 14 ]      |
| 2021 | 1199        | [ 15 ]      |
| 2022 | 1190        | [ 16 ]      |
| 2023 | 1206        | [ 17 ]      |
| 2024 | 1212        | [ 18 ]      |
| 2025 | 1195        | [ 4 ]       |